# Cmentarz wojenny nr 287 – Roztoka
Cmentarz wojenny nr 287 – Roztoka – cmentarz z I wojny światowej znajdujący się we wsi Roztoka w województwie małopolskim, w powiecie tarnowskim, w gminie Zakliczyn. Jest jednym z 400 zachodniogalicyjskich cmentarzy wojennych zbudowanych przez Oddział Grobów Wojennych C. i K. Komendantury Wojskowej w Krakowie. W VIII okręgu brzeskim cmentarzy tych jest 52.
Na cmentarzu pochowano 34 żołnierzy austro-węgierskich. Obiekt projektował Robert Motka.